# Abraham Elsevier
Abraham Elsevier (Leiden, 4 april 1592 – aldaar, 14 augustus 1652) was een Nederlands uitgever. Zoon van Matthijs Elsevier (1565-1640) boekdrukker en Barbara Honesta Lopez de Haro. Hij was getrouwd met
Catharina van Waesberghe, zij was een dochter van Jan van Waesberghe (1556-1626), stadsdrukker van Rotterdam en Marguerite van Bracht. 
Abraham erfde het Huis Elsevier van zijn grootvader Lodewijk Elsevier en zijn oom Bonaventura Elsevier. Deze uitgeverij was toentertijd de grootste ter wereld, met filialen in verschillende Europese steden.
Abraham Elsevier gaf onder meer geografische en theologische werken uit en boeken van Simon Stevin.